# Unione Sportiva della Società Terni 1927-1928
Questa pagina raccoglie le informazioni riguardanti l'Unione Sportiva della Società Terni nelle competizioni ufficiali della stagione 1927-1928.

## Rosa
| N. |                   | Ruolo | Calciatore         |
| -- | ----------------- | ----- | ------------------ |
|    | Italia (bandiera) | C     | Rolando Bellini    |
|    | Italia (bandiera) | D     | Anguinaldo Berti   |
|    | Italia (bandiera) | A     | Ferruccio Biagioli |
|    | Italia (bandiera) | C     | Ampelio Cabiati    |
|    | Italia (bandiera) | C     | Guido Canaletti    |
|    | Italia (bandiera) | P     | Amleto Cari        |
|    | Italia (bandiera) | A     | Enrico Levo        |
|    | Italia (bandiera) | A     | Arduinio Manoni    |
|    | Italia (bandiera) | P     | Eraldo Pangrazi    |

| N. |                   | Ruolo | Calciatore          |
| -- | ----------------- | ----- | ------------------- |
|    | Italia (bandiera) | D     | Giovanni Panosetti  |
|    | Italia (bandiera) | D     | Adolfo Ricci        |
|    | Italia (bandiera) | D     | Leopoldo Riccini    |
|    | Italia (bandiera) | C     | Antonio Risalbi     |
|    | Italia (bandiera) | C     | Brenno Romboli      |
|    | Italia (bandiera) | A     | Umberto Sanguinetti |
|    | Italia (bandiera) | A     | Alberto Sansoni     |
|    | Italia (bandiera) |       | Sandro Triburzi     |